# JK Tallinna Kalev
El JK Tallinna Kalev és un club de futbol estonià de la ciutat de Tallinn.

## Història

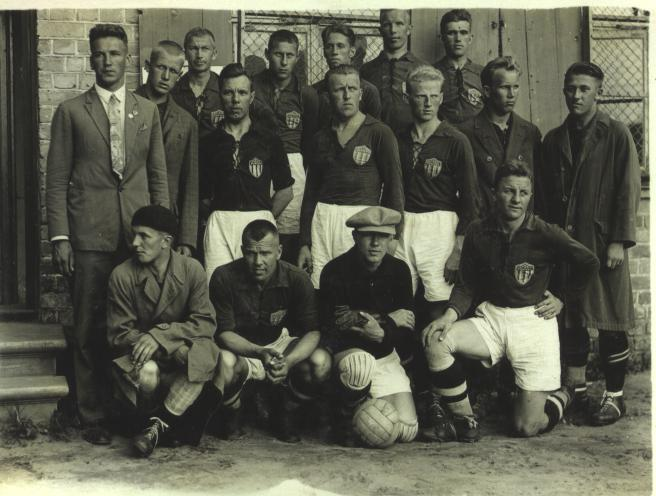
Tallinna Kalev el 1923.

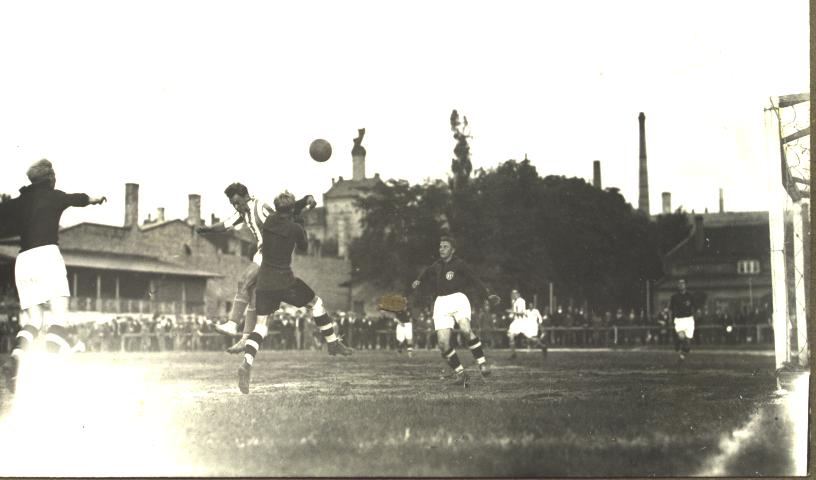
Primer partit oficial a Estònia entre JS Meteor, predecessor de JK Tallinna Kalev, i Merkuur el 6 de juny de 1909.

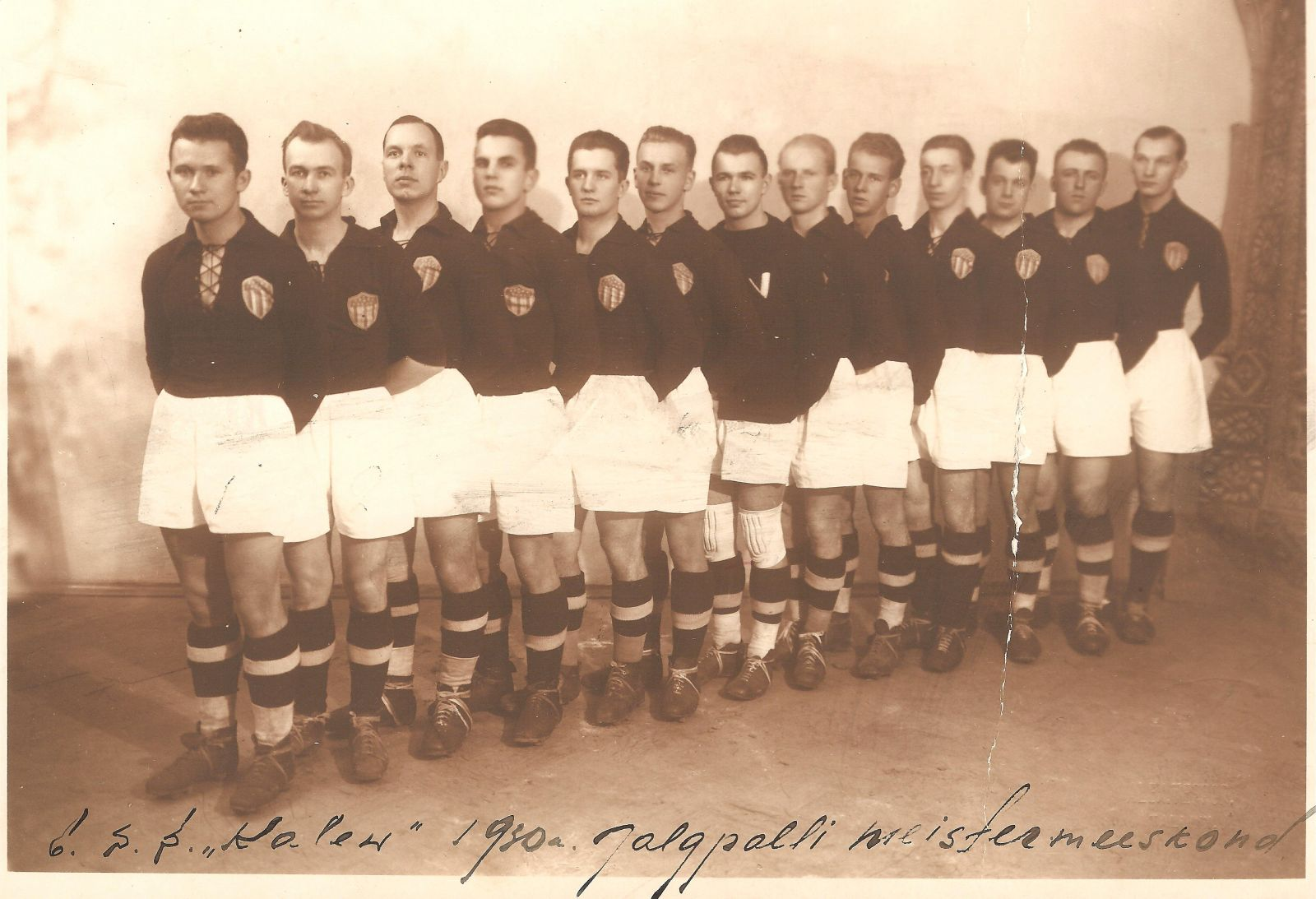
Campions estonians el 1930.

El Jalgpalliselts Meteor (Futbol Unió Meteor) va ser format el 1909 pels estudiants Julius Reinans i Bernhard Adams. Aquest equip jugà el primer partit oficial a Estònia enfront del Merkuur Tallinn el 6 de juny de 1909, amb victòria del Meteor per 4–2. Dos anys més tard ingressà a l'Associació d'Esports Estoniana Kalev, el 1911, i adoptà el nom JK Tallinna Kalev. El club fou refundat el 2002. L'any 1960 es convertí en el primer, i únic, equip estonià en jugar a la Lliga soviètica de futbol. Hi romangué dues temporades, acabant en les posicions 19è el 1960 i 22è el 1961.

## Palmarès
- Lliga estoniana de futbol: (2)
  - 1923, 1930

## Futbolistes destacats
- Liivo Leetma
- Kaimar Saag